# Olevano Romano
Olevano Romano település Olaszországban, Lazio régióban, Róma megyében. Lakosainak száma 6371 fő (2023. január 1.). Olevano Romano Bellegra, Genazzano, Paliano, Roiate, San Vito Romano és Serrone községekkel határos.

## Népesség
A település lakossága az elmúlt években az alábbi módon változott:
| Lakosok száma | 6657 | 6664 | 6371 |
|               | 2017 | 2018 | 2023 |